# Pseudomacrolobium
Pseudomacrolobium es un género monotípico de la subfamilia Caesalpinioideae perteneciente a la familia de las legumbres Fabaceae. Su única especie: Pseudomacrolobium mengei (De Wild.) Hauman, es originaria de África.

## Descripción
Es un árbol que alcanza los 6-20 m de altura, con un tronco de 15-35 cm de diámetro, con ramillas muy ramificadas de 3-4 mm de diámetro.

## Distribución y hábitat
Se encuentra en Zaire en la selva tropical, en la meseta, en los bosques secundarios o ribereños; junto con  Musanga cecropioides.